# Erich Pommer Institut
Das Erich Pommer Institut (EPI) ist ein Weiterbildungsinstitut für Medienrecht, Medienwirtschaft und Medienforschung mit Sitz in der Medienstadt Babelsberg. Das EPI ist ein An-Institut der Filmuniversität Babelsberg Konrad Wolf. Gesellschafter sind die Filmuniversität Babelsberg Konrad Wolf und die Universität Potsdam.

## Institut
Das Erich Pommer Institut (EPI) wurde im Jahr 1998 gegründet. Das Institut wurde nach dem Filmproduzenten Erich Pommer benannt, der sich neben seinem Interesse an technischen Innovationen für die Förderung des filmischen Nachwuchses sowie für die Aus- und Weiterbildung seiner Mitarbeiter engagierte.
Das EPI bietet Weiterbildungsprogramme für Film- und Medienschaffende sowie für die Kultur- und Kreativbranche an.
Das Themenspektrum reicht dabei von medienwirtschaftlichen Fragen, etwa zur Filmfinanzierung über medienrechtliche Problemstellungen, z. B. Urheber- oder Lizenzrecht, Digitales Medienrecht und Koproduktionen. Darüber hinaus engagiert sich das EPI für Programme zur Förderungen von Frauen in Führungspositionen und zur Förderung von Gleichstellung in Medien- und Kulturunternehmen.
In der Weiterbildung organisiert das Institut Veranstaltungen in Deutschland sowie europaweit. Seit 2015 werden zudem Online-Weiterbildungen angeboten. Zu verschiedenen Themen werden Fachkonferenzen und Kongresse ausgerichtet, beispielsweise zu Themen wie Urheberrechtspolitik und KI. Unter anderem organisiert das EPI alle zwei Jahre in Kooperation mit der Filmuniversität Babelsberg eine Konferenz zu aktuellen Fragen der Medienindustrie, die sich an Interessierte aus der Filmbranche, den Künsten und Wissenschaften sowie aus der Kultur- und Wirtschaftspolitik richtet. Darüber hinaus engagiert sich das EPI für Programme zur Förderung von Frauen in Führungspositionen von Medienunternehmen.
In Kooperation mit der Filmuniversität Babelsberg Konrad Wolf und der Universität Potsdam bietet das EPI zwei berufsbegleitende Masterstudiengänge an, die zu den anerkannten Abschlüssen MBA oder LL.M. führen: Digital Media Law and Management und European Film Business and Law.
Förderer der Angebote des Instituts sind Unternehmen der Medienbranche und öffentliche Institutionen. Die Kooperationspartner und der Beirat begleiten und beraten dessen Aktivitäten.